# Prabumenang
Prabumenang is een bestuurslaag in het regentschap Muara Enim van de provincie Zuid-Sumatra, Indonesië. Prabumenang telt 899 inwoners (volkstelling 2010).